# Christophorus Goedereis
Christophorus Goedereis OFMCap (* 1. März 1965 in Nordhorn) ist ein deutscher Ordensgeistlicher. Er ist „Delegat“ der Kapuziner in Belgien und den Niederlanden.

## Leben
Goedereis wurde am 1. März 1965 in Nordhorn (Niedersachsen) geboren. Nach dem Abitur am St.-Josef-Gymnasium in Bocholt 1984 trat er in den Kapuzinerorden ein und studierte Philosophie und Theologie in Münster und Rom. Nach seiner Priesterweihe 1991 war Goedereis Referent in der Erwachsenenbildung, Kaplan und Jugendseelsorger in Osnabrück, Zell am Harmersbach und Offenburg. Danach wirkte er viele Jahre lang als Pfarrer, Kirchenrektor und Leiter der Cityseelsorge an der Liebfrauenkirche in Frankfurt am Main.
Goedereis war von 2004 bis 2013 zunächst Provinzial der Rheinisch-Westfälischen Ordensprovinz mit Sitz in Koblenz, später der Deutschen Kapuzinerprovinz mit Sitz in München. Bruder Christophorus, so der Ordensname, war auch Präsident der CENOC, der Konferenz der west-europäischen Kapuzinerprovinziale, und Vorsitzender der Konferenz der deutschsprachigen franziskanischen Männerorden DEUFRA.
Von 2019 bis 2022 hatte der Ordensmann noch einmal das Amt des Provinzials der Deutschen Kapuzinerprovinz inne. Seit 2020 war er als Höherer Oberer auch zuständig für die Kapuziner in den Niederlanden. Nach Abschluss seiner Amtszeit verbrachte Bruder Christophorus von Juli bis Dezember 2022 eine Sabbatzeit im Kapuzinerkloster Velp (Nordbrabant), um im Auftrag des Generalministers des Kapuzinerordens an diesem Ort einen Neubeginn der Kapuziner in den Niederlanden vorzubereiten.
Am 29. März 2023 wurde Goedereis zum Delegaten der neu errichteten „Delegatie van de Minderbroeders Kapucijnen in de Lage Landen“ (Belgien und Niederlande), mit Sitz in Antwerpen und Tilburg, ernannt. Bruder Christophorus lebt im „Emmausklooster“ in Velp und begleitet den Neuaufbruch der Kapuziner an diesem Ort mit einer internationalen Brüdergemeinschaft.